# Таро, Жан
Жан Таро́ (фр. Jean Tharaud; урожд. Шарль Таро — фр. Charles Tharaud, 9 мая 1877, Сен-Жюньен — 8 апреля 1952, Париж, Франция) — французский писатель, лауреат Гонкуровской премии (1906, вместе с братом Жеромом Таро). Член Французской академии.
Братья Таро родились в регионе Лимузен. Их окрестили Эрнестом и Шарлем. Впоследствии Шарль Пеги предложил им изменить имена и назваться Жеромом и Жаном (в честь апостола и евангелиста Иоанна. Когда в 1880 году умер отец братьев, мать вместе с детьми переехала к своему отцу — директору Ангулемского имперского лицея.
Жан Таро закончил этот лицей и с 1901 года до начала Первой мировой войны он работал секретарем у Мориса Барреса.
14 февраля 1946 года Жан вместе с Эрнестом Сегром, Рене Груссе, Октавом Обри и Робером Аркуром стал членом Французской академии. 12 декабря 1946 года Луи Мадлен передал ему кресло № 4, освободившееся после Луи Бертрана.